# Lithophane holocinerea
Lithophane holocinerea är en fjärilsart som beskrevs av Smith 1900. Lithophane holocinerea ingår i släktet Lithophane och familjen nattflyn. Inga underarter finns listade i Catalogue of Life.